# Lis Møller
Lis Møller, née le 22 décembre 1918 à Copenhague (Danemark) et morte le 24 septembre 1983, est une journaliste et femme politique danoise, membre du Parti populaire conservateur

## Biographie
Lis Møller suit des études de journalisme jusqu'en 1939. De 1940 à 1943, elle travaille pour le ministère des finances. Elle est recrutée comme journaliste par le quotidien Nationaltidende en 1945, puis par Danmarks Radio en 1949.